# APK (формат файлу)
APK (англ. Android Package) — формат архівних файлів-застосунків для «Android». Кожний застосунок «Android» скомпільовано і упаковано в один файл, який включає в себе весь код програми (.DEX) файли), ресурси, активи і файл .manifest. Файл програми може мати будь-яке ім'я, але розширення повинно бути .apk. Наприклад: myAppFile.apk.
Файли з даними розширенням зберігаються в магазині «Google Play», і завантажуються з його допомогою в смартфон або планшетний комп'ютер для їх використання, або встановлюються користувачем вручну на пристрої.

## Структура файлу
APK-файл — це звичайний zip архів, який частіше складається з наступних тек та файлів:
- META-INF — тека, що містить:
  - MANIFEST.MF  — файл маніфесту;
  - CERT.RSA — сертифікат застосунку.
  - CERT.SF — перелік ресурсів та їхніх SHA-1 хешів у повній відповідності з переліком з файлу MANIFEST.MF.

Наприклад, початок файлу MANIFEST.MF
```
Manifest-Version
:
 
1.0

Built-By
:
 
Generated-by-ADT

Created-By
:
 
Android Gradle 2.2.1

Name
:
 
assets/www/index.html

SHA1-Digest
:
 
xFthlLxvbJtTqIJv4fBb46kA4eA=

Name
:
 
res/drawable-port-ldpi-v4/screen.png

SHA1-Digest
:
 
0xgQIHIbfOrpLeNb8Awy2KsX/rk=

Name
:
 
AndroidManifest.xml

SHA1-Digest
:
 
aO9ANGSRIZO0m75kd0qvEzgDdv8=

```

Початок відповідного йому файлу CERT.SF
```
Signature-Version
:
 
1.0

X-Android-APK-Signed
:
 
2

SHA1-Digest-Manifest
:
 
M9dYzdrAaHXitAfVmJy1WHSQBDE=

Created-By
:
 
1.0 (Android)

Name
:
 
assets/www/index.html

SHA1-Digest
:
 
xFthlLxvbJtTqIJv4fBb46kA4eA=

Name
:
 
res/drawable-port-ldpi-v4/screen.png

SHA1-Digest
:
 
0xgQIHIbfOrpLeNb8Awy2KsX/rk=

Name
:
 
AndroidManifest.xml

SHA1-Digest
:
 
aO9ANGSRIZO0m75kd0qvEzgDdv8=

```

- lib — тека, що складається з підтек, які мають назву сімейств CPU-платформ,в яких знаходиться відкомпільований для них код:
  - armeabi — скомпільований код для всіх ARM процесорів;
  - armeabi-v7a — скомпільований код для всіх ARMv7 та вище процесорів;
  - arm64-v8a — скомпільований код для всіх ARMv8 та вище процесорів;[1]
  - x86 — скомпільований код для x86 процесорів;
  - x86_64 — скомпільований код для x86 64 процесорів;
  - mips — скомпільований код для MIPS процесорів.
- res — тека із ресурсами (файлами), що не вкомпільовані в файл  resources.arsc.
- assets — тека із ресурсами (файлами), які можуть бути отримані через AssetManager.
- AndroidManifest.xml — важливий файл, це маніфест всього застосунку, який описує назву, версію, права доступу, посилання на бібліотечні файли цього мобільного застосунку.[2] Цей файл може бути в форматі бінарного XML, який може бути перетворено в читабельний вигляд засобами AXMLPrinter2 [Архівовано 23 грудня 2015 у Wayback Machine.], apktool [Архівовано 15 липня 2018 у Wayback Machine.] або Androguard [Архівовано 20 грудня 2015 у Wayback Machine.].
- classes.dex — скомпільовані класи в dex форматі для запуску в віртуальній машині Dalvik або в Android Runtime.
- resources.arsc — файл, який складається з компілювальних в нього ресурсів, наприклад, бінарного XML.